# Laghi dell'Estonia
Questo è l'elenco dei laghi in Estonia.

## A
Aabra
- Aastajärv
- Aastejärv
- Adriska
- Agali 
- Aheru
- Ahijärv (Ähijärv)
- Ahvenajärv 
- Aknajärv 
- Akste 
- Lago Alatskivi 
- Alopi 
- Arbi
- Arojärv
- Auksi

## E
Engli
- Erastvere
- Ermistu

## H
Haanja kõverjärv 
- Lago Harku 
- Hilba
- Lago Hino
- Holvandi Kivijärv
- Hüüdru

## I
Illi lakes
- Imatu

## J
Lago Jaala
- Jõksi
- Jänukjärv
- Järvemäe 
- Järvepää

## K
Kahrila 
- Kajumeri 
- Kalijärv
- Kalli 
- Karjatse meri 
- Kanariku
- Karijärv 
- Karujärv
- Karsna 
- Kasaritsa verijärv
- Kastjärv
- Kauru 
- Kavadi 
- Keeri
- Kiidjärv 
- Kikkajärv 
- Kirikumäe 
- Kisejärv 
- Klooga
- Konsu järv 
- Kose Valgjärv 
- Koosa 
- Kubija 
- Kurgjärv 
- Kõnnu Pikkjärv 
- Kärnjärv 
- Käsmu
- Küti

## L
Laho 
- Lago Lasva 
- Lago Lavassaare
- Leevaku paisjärv 
- Leigo
- Lago Lohja 
- Loosu 
- Luigetiik
- Lõõdla 
- Lämmijärv 
- Lüübnitsa umbjärv

## M
Lago Maardu 
- Maksameri 
- Meelva
- Mehikoorma Umbjärv 
- Mullutu laht 
- Murati 
- Männiku 
- Möldri meri
- Mõrtsuka

## N
Narva veehoidla
- Neitsijärv
- Niinsaare 
- Noodasjärv
- Nootjärv
- Nüpli

## P

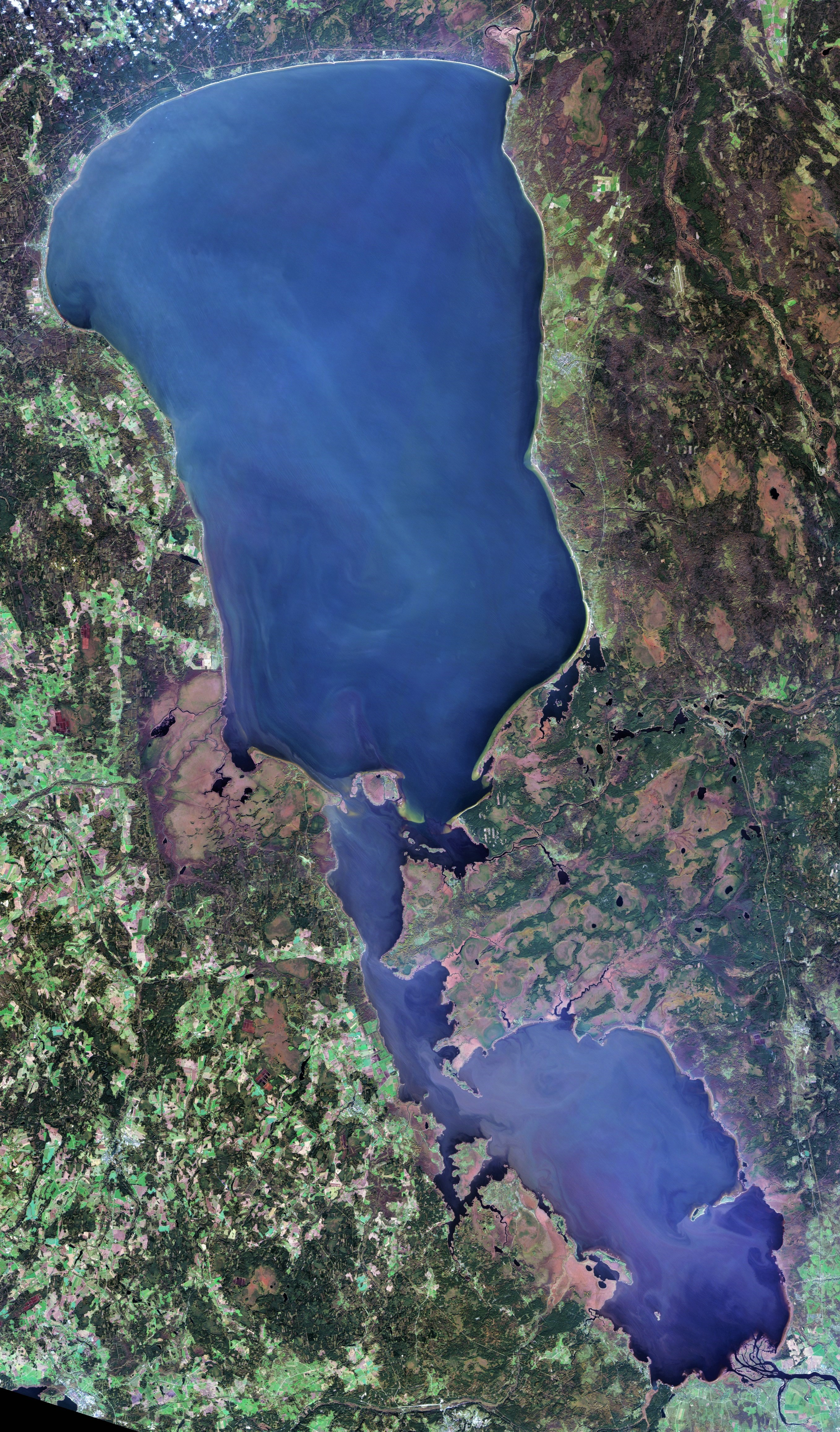
Lago Peipsi, chiamato anche Lago dei Ciudi fra Russia ed Estonia

- Pabra
- Paide Tehisjärv
- Paidra
- Palojärv
- Palojüri
- Pannjärv
- Pappjärv
- Paukjärv
- Peipsi
- Pesujärv
- Pihkva
- Piirakajärv
- Pillejärv
- Plaani Külajärv
- Porkuni
- Prossa
- Pullijärv
- Põrmujärv
- Pühajärv

## R
Lago Raku
- Raigastvere
- Ratasjärv
- Ratva 
- Rõuge Liinjärv 
- Rõuge Suurjärv 
- Rõuge Valgjärv 
- Räpina paisjärv
- Rääkjärv
- Räätsma

## S
Saadjärv
- Selgjärv 
- Soitsjärv
- Sutlepa meri 
- Suur Pehmejärv 
- Suurlaht
- Sõmerpalu paisjärv
- Suur-Kirkajärv

## Š
Šnelli tiik

## T
Lago Tabina 
- Tamula
- Lago Tihu
- Tooma
- Tudu

## U
Ubajärv (Üvajärv)
- Uhtjärv
- Ülemiste
- Uljaste

## V
Vagula
- Vaikne 
- Vanamõisa 
- Vaskna
- Verevi 
- Viitina
- Viitina Alajärv 
- Viitna 
- Viljandi
- Vissi 
- Võngjärv 
- Võrtsjärv 
- Vähajärv
- Väike Karujärv 
- Väimela Alajärv 
- Väimela Mäejärv 
- Väinjärv 
- Vällamäe 
- Vöölameri